# Mountain House, Kalifornien
Mountain House är en ort (CDP) i San Joaquin County, i delstaten Kalifornien, USA. Enligt United States Census Bureau har orten en folkmängd på 9 675 invånare (2010) och en landarea på 8,3 km².